# Laurieann Gibson
Laurieann Gibson (Toronto, 1969. július 14. –) kanadai koreográfus és kreatív igazgató, aki leginkább a Lady Gagával, Diddy-vel, Keri Hilsonnal, és Nicki Minaj-zsal való munkájáról ismert. Tánctudását főként a New York-i Alvin Ailey Amerikai Táncszínházban szerezte. Számos videóklip koreográfusa, rendezője, és többek között az MTV Making the Band és a FOX In Living Color című népszerű sorozatában is szerepelt.

## Karrier
2010. november 21. és 2010. december 21. között az ABC tévécsatorna Skating with the Stars (magyarul: Korcsolyázás sztárokkal) zsűrijének tagja volt. Jelenleg az Interscope Records-nál dolgozik kreatív igazgatóként, és az E! tévécsatornán futó The Dance Scene című valóság show szereplőjeként szerepel a TV képernyőjén, amely koreográfusi munkáját mutatja be. A nyolc epizódos műsor producere Ryan Seacrest volt.
Gibson volt a koreográfusa Lady Gaga számos videóklipjének, beleértve a Bad Romance videóját, amelyért díjat nyert a 2010-es MTV Video Music Awards gálán A legjobb koreográfia kategóriában. Gibson 2010 októberében videóklip-rendezőként is bemutatkozott: Keri Hilson The Way You Love Me című számához forgatott klipet. Ő rendezte Lady Gaga Judas című számának klipjét is, amely 2011. május 5-én kerül bemutatásra, illetve Lady Gaga The Monster Ball nevű turnéjának az HBO számára készített koncertfilmjét, Lady Gaga Presents: The Monster Ball Tour at Madison Square Garden címmel.
A Honey című film Laurieann életén alapult. A film elkészítésében koreográfusként vett részt, és a címszereplő Jessica Albát is ő tanította táncolni. A filmben Katrina szerepében tűnt fel.

## Koreográfusi munkái videóklipekben
- 2005 - JoJo - Not That Kinda Girl
- 2006 - Danity Kane - Show Stopper
- 2006 - Danity Kane - Ride For You
- 2008 - Danity Kane - Damaged
- 2008 - Lady Gaga  - Just Dance
- 2008 - Lady Gaga  - Poker Face
- 2009 - Cassie - Must Be Love
- 2009 - Lady Gaga  - LoveGame
- 2009 - Lady Gaga  - Paparazzi
- 2009 - Lady Gaga  - Bad Romance
- 2010 - Katy Perry  - California Gurls
- 2010 - Lady Gaga - Telephone
- 2010 - Lady Gaga  - Alejandro
- 2010 - Keri Hilson  - The Way You Love Me
- 2011 - Lady Gaga  - Born This Way
- 2011 - Lady Gaga  - Judas
- 2011 - JoJo - The Other Chick

## Videóklip rendezései
- 2010 - Keri Hilson  - The Way You Love Me
- 2011 - Lady Gaga  - Judas (Lady Gagával közösen rendezve)